# Robert III d'Artois
Robert III d'Artois (1287 - 1342) fou senyor de Conches-en-Ouche, de Domfront, i de Mehun-sur-Yèvre, el 1310 va rebre en apanatge el comtat de Beaumont-le-Roger en compensació del comtat d'Artois al qual aspirava.

## Biografia

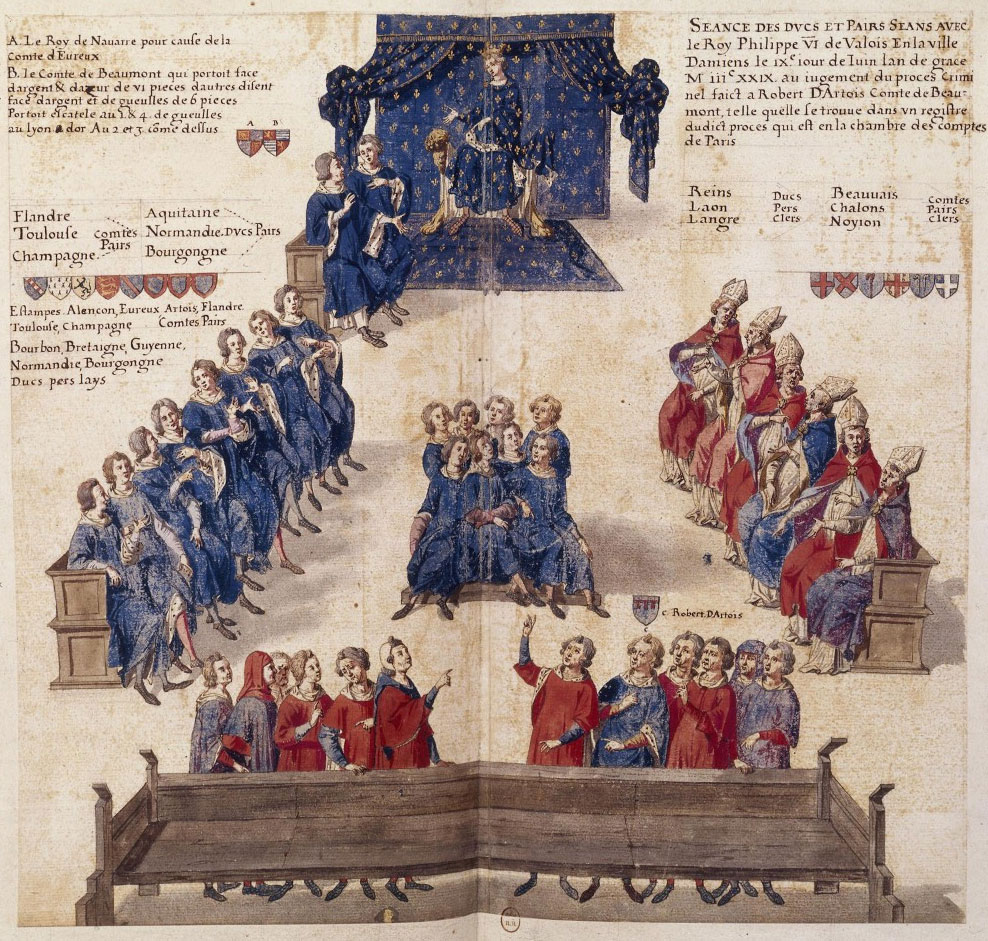
Procés de Robert III d'Artois el 1329

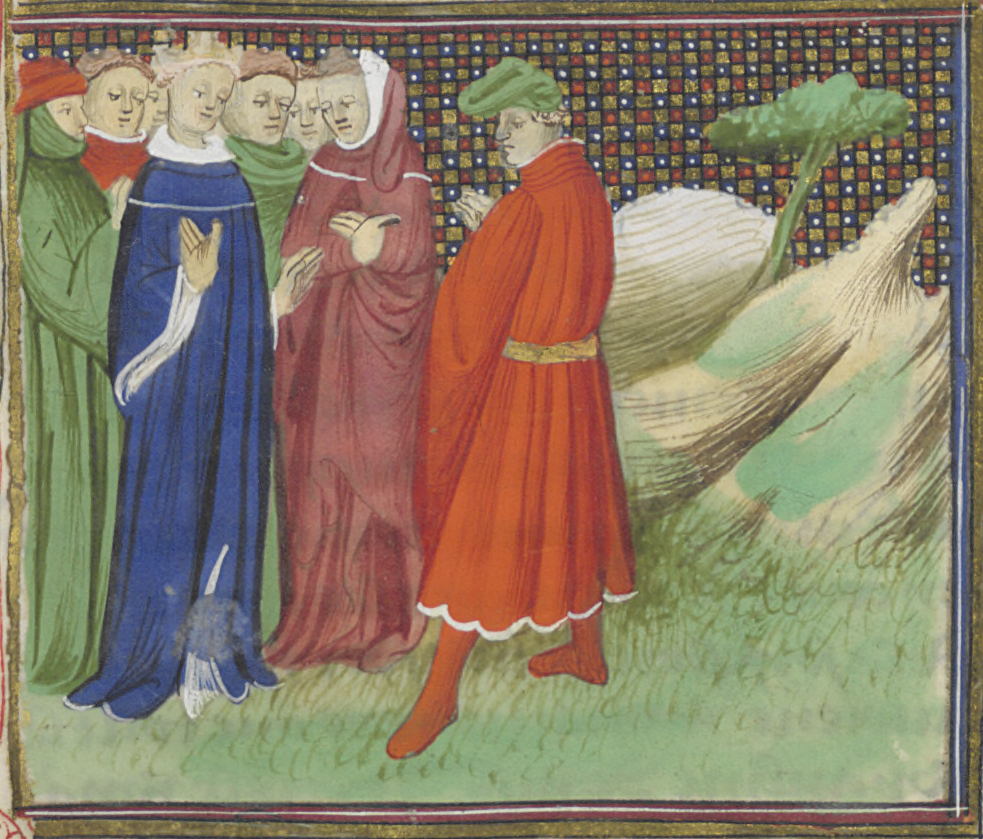
Eduard III d'Anglaterra i Robert III d'Artois

No tenia més que onze anys quan el seu pare va morir l'11 de setembre de 1298 de les conseqüències de les ferides que havia rebut a la batalla de Furnes el 20 d'agost de 1297 contra els flamencs. La desaparició precoç del seu pare serà una de les causes indirectes de quedar al marge de la successió del comtat d'Artois.
Després de la mort del seu avi Robert II d'Artois a la batalla de Courtrai el 1302, la filla d'aquest últim, Mafalda o Matilde va heretar en virtut del costum del Comtat d'Artois. Basant-se en el fet que encara era molt jove, Robert IIII no es va poder oposar a la seva tia fent valer els drets que havia heretat del seu pare.
El rancor i les intrigues entre Mafalda (dita de vegades Matilde) i Robert, van esmaltar tot un període de baralles entre França i Anglaterra, precedint la guerra dels Cent Anys. Tres judicis, de 1309, de 1317 (que va ratificar la sentència anterior favorable a Mafalda) i de 1329 van fallar sempre a favor de Mafalda. Robert s'havia casat amb Joana de Valois, la germana del rei de França Felip VI, i tenia certa influencia al si del consell reial de la que es va voler servir per intentar reprendre a Mafalda el comtat, però no se'n va sortir.
Robert III, descontent, es va refugiar al Regne d'Anglaterra i va incitar el rei Eduard III d'Anglaterra a iniciar la Guerra dels Cent Anys. Matilde o Mafalda va morir quan anava a la cort de França (1329) i la seva filla tres mesos després, per la qual cosa Robert fou acusat d'haver-les fet emmetzinar a totes dues.
À la mort de Mafalda el 1329, l'Artois fou posat sota la guarda del rei de França. Agafant l'exemple de la successió del comtat de Flandes, va iniciar una nova acció judicial que no va reexir. Tanmateix el 1331, utilitza aquesta vegada un document fals creat per Jeanne de Divion testificant la voluntat del seu pare. Aquesta superxeria fou descoberta i va fer perdre a Robert el procés i tota esperança sobre l'Artois. La falsària Jeanne de Divion fou condemnada a la foguera. després de l'exili de Robert, la seva esposa fou empresonada al castell Gaillard amb els seus tres fills. Robert fou desposseït definitivament de tots els seus béns i desterrat. Va començar el seu exili a Flandes, després amb el duc de Brabant abans d'anar a Avinyó. Però finalment va arribar a Anglaterra, i es va aliar a Eduard III el 1334 o el desembre de 1336 i amb això va trobar la seva venjança. Admès a la cort anglesa, va incitar al rei - del qual l'esposa Felipa d'Hainaut descendia igualment de Carles I de Valois-
a iniciar una guerra per reconquerir l'heretatge de França i va proveir nombroses informacions sobre la cort francesa al rei anglès.
Fou greument ferit l'octubre 1342 als peus de les muralles de Vannes mentre que servia sota bandera anglesa al començament de la guerra de successió de Bretanya. Per tal de fer-se curar, va tornar a Anglaterra i va morir a Londres poc després. Fou inhumat a la Catedral de Sant Pau de Londres.

## Família
Fill de Felip d'Artois, senyor de Conches-en-Ouche, i de Blanca de Bretanya, filla del duc Joan II de Bretanya, tots dos descendents de les línies dels capets.
Del seu matrimoni amb Joana de Valois (1304-1363), filla de Carles de Valois i de Caterina de Courtenay, va tenir sis fills:
- Lluís (1320-1329), sense posteritat;
- Joan (1321-1387), comte d'Eu, va tenir descendència;
- Joana (1323-1324), sense descendència;
- Jaume (1325- desaparegut, mort després de 1347[5]), tancat a Nemours (1342), primer amb la seva mare i després amb el seu germà Robert al castell Gaillard
- Robert (1326- desaparegut, mort després de 1347[5]), tancat a Nemours (1342), primer amb la seva mare i després amb el seu germà Jaume al castell Gaillard
- Carles (dit Carles d'Artois) (1328-1385), comte de Longueville i de Pézenas.